# راه آهن ساوونیا
راه‌آهن ساوونیا (فنلاندی: Savon rata ; سوئدی: Savolaxbanan) یک راه آهن با گیج پنج فوت (۱۵۲۴ کیلومتر) در فنلاند است. از کوولا شروع می‌شود و جنوب فنلاند را از طریق شهرهای پیئکسمکی، کوئوپیو و ایسالمی به مناطق شرقی ساوو جنوبی و ساوو شمالی متصل می‌کند.

## پیشینه
برنامه‌ریزی برای ساخت راه آهن از طریق ساوونیا در دهه ۱۸۷۰ آغاز شد. تراز خط بحث‌برانگیز بود و چندین نسخه مختلف پیشنهاد شد. در ابتدا، ساخت یک خط غرب به شرق پیشنهاد شد، اما به زودی یک امتداد جنوب به شمال حل شد. طرح‌های مختلف برای جهت خط شامل تاوتتی، میکلی، کانگاس‌نیمی، یووسکوله، تاوتتی، ￼وارکائوس، کوئوپیو، سوئونن‌یوکی، کوپیو و غیره بودند. در ۱۷ آوریل ۱۸۸۵، رژیم فنلاند تصمیم گرفت خطی را از طریق کوولا، میکلی، پیئکسمکی و سونینجوکی به کوپیو بسازد. 
ساخت این خط در سال ۱۸۸۶ آغاز شد. تعداد نیروی کار به ۱۰۰۰۰ نفر رسید. قسمتی که اولین بار تکمیل شد، بخشی بین ایستگاه‌های میکلی و کوپیو در سال ۱۸۸۸ بود، اما سنا اجازه شروع ترافیک را نداد.  کل راه آهن در ۱ اکتبر ۱۸۸۹ افتتاح شد. این خط در سال بعد با تکمیل راه آهن کوولا-کوتکا به‌طور مؤثر به سمت سواحل جنوبی گسترش یافت.
در سال ۱۹۹۰، دیت تصمیم گرفت خط ساوونی را از کوپیو از طریق ایسالمی به کایانی گسترش دهد. یکی از بزرگ‌ترین پروژه‌های ساخت و ساز، اتصال پل و خاکریز بر روی رودخانه کالاوسی بود. ترافیک به ایسلمی در ۱ ژوئیه ۱۹۰۲ و ترافیک به کجاانی در ۱۶ اکتبر ۱۹۰۴ آغاز شد 
در سال ۱۹۶۰، تعمیرات اساسی ۱۵ ساله خط ساونین آغاز شد، از جمله صاف کردن منحنی‌های مختلف قابل توجه، که منجر به یک خط صاف‌تر و سرعت بالاتر شد. راه آهن به‌طور مؤثر از ابتدا در نقاطی بازسازی شد. مهم‌ترین مشاغل بین کوولا و میکلی و سووننجوکی و کوپیو انجام شد. اولین تغییر عمده، صاف شدن اولین منحنی خط در کوولا بود، و اصلاحات عمده منحنی در ایستگاه هیلوسنین، سونینجوکی و کورکیماکی و پیکالاهتی در کوپیو انجام شد. بسیاری از اصلاحات شامل ساخت تونل و حفاری سنگ بستر بود. 

## خدمات
گروه وی‌آر خدمات راه‌آهن را با قطارهای نورد بین شهری و پیندولینو در راه‌آهن ساوونیا انجام می‌دهد.